# Lippia salicifolia
Lippia salicifolia е вид растение от семейство Върбинкови (Verbenaceae). Видът е световно застрашен, със статут Уязвим.

## Разпространение
Разпространен е в Еквадор.